# Список населённых пунктов Дальнеконстантиновского района Нижегородской области
| Образование                           | Населённые пункты в составе образования |
| ------------------------------------- | --- |
| Рабочий посёлок Дальнее Константиново | р. п. Дальнее Константиново п. Ивановка п. Новое Борцово д. Улейка                                                                                     |
| Арманихинский сельсовет               | с. Арманиха д. Винный Майдан п. Миянг с. Сиуха с. Тепло-Троицкое                                                                                       |
| Белозеровский сельсовет               | с. Белозерово д. Белая с. Берсеменово д. Городищи с. Мухоедово д. Ямные Березники с. Таможниково с. Вармалей с. Помра д. Устама д. Чанниково           |
| Богоявленский сельсовет               | с. Богоявление п. Александровка д. Белая Поляна с. Гремячая Поляна д. Малая Поляна д. Хмелевая Поляна                                                  |
| Дубравский сельсовет                  | п. Дубрава с. Горные Березники д. Майморы с. Новое с. Новое Жедрино с. Румянцево с. Симбилей д. Старая Пунерь д. Староселье д. Старый Относ д. Трухлей |
| Кужутский сельсовет                   | д. Кужутки д. Александровка д. Зубаниха с. Курилово д. Лапшиха д. Мирша д. Наченье д. Чуварлей                                                         |
| Малопицкий сельсовет                  | с. Малая Пица с. Большая Пица с. Большое Терюшево д. Выползово д. Ключищи п. Кривая Грань д. Макраша                                                   |
| Маргушинский сельсовет                | с. Маргуша с. Ишино д. Княгиновка д. Малое Терюшево д. Осиновка с. Старое Поле д. Токариха                                                             |
| Мигалихинский сельсовет               | с. Мигалиха д. Надеждино д. Ольгино |
| Нижегородский сельсовет               | п. Нижегородец с. Борисово-Покровское д. Бугры д. Вышка д. Кремёнки д. Криуша д. Новая Владимировка д. Юловка                                          |
| Сарлейский сельсовет                  | с. Сарлей д. Берсениха д. Большое Сескино д. Борцово д. Льготка с. Румстиха д. Сарадон д. Учеватиха                                                    |
| Суроватихинский сельсовет             | п. ст. Суроватиха д. Арапиха п. Дубки п. Застенный с. Кажлейка п. Касаткино с. Муравьиха с. Новые Березники п. Сечуга с. Суроватиха                    |
| Татарский сельсовет                   | с. Татарское д. Бакшеево д. Малое Сескино |
| Тепелевский сельсовет                 | с. Тепелево п. Камаиха д. Кудрино д. Кужадон д. Лазазей с. Лубянцы с. Маликово д. Старое Тепелево                                                      |

## Источник
Населённые пункты Дальнеконстантиновского района